# Han Xing
Han Xing, née le 8 novembre 1989 à Brazzaville, est une joueuse congolaise (RC) de tennis de table.

## Biographie
Han Xing, d'origine chinoise, concourt sous les couleurs de son pays natal, la République du Congo.
Aux Championnats d'Afrique de tennis de table 2010 à Yaoundé, elle est médaillée d'or en double mixte avec Suraju Saka, médaillée de bronze en double dames avec  Onyinyechi Nwachukwu et médaillée de bronze par équipe.
Elle remporte aux Jeux africains de 2011 à Maputo trois médailles de bronze, en simple dames, en double dames et par équipe.
En 2012, elle est sacrée championne d'Afrique en simple dames et vice-championne d'Afrique en double dames.
Aux Jeux africains de 2015 à Brazzaville, elle est médaillée d'or en double dames, médaillée de bronze en simple dames et médaillée de bronze par équipes.
Elle dispute les Jeux olympiques d'été de 2012 et de 2016.